# رابطة كرة القدم الأمريكية 1934–35
رابطة كرة القدم الأمريكية 1934–35 هو موسم من دوري كرة القدم الأمريكية ‏. فاز فيه Uhrik Truckers ‏.